# Трайгуєн
Трайгуєн (ісп. Traiguén) — місто в Чилі. Адміністративний центр однойменної  комуни. Населення - 14 140 осіб (2002). Місто і комуна входить до складу провінції Мальєко і регіону Арауканія.
Територія комуни – 908 км². Чисельність населення – 18 891 мешканець (2007). Щільність населення - 20,81 чол./км².

## Розташування
Місто розташоване за 54 км на північ від адміністративного центру області міста Темуко та за 51 км на південь від адміністративного центру провінції міста Анголь.
Комуна межує:
- на півночі - з комуною Лос-Саусес
- на північному сході - з комуною Ерсілья
- на сході - з комуною Вікторія
- на півдні - з комунами Гальварино, Перкенко
- на заході - з комуною Лумако

### Клімат
Місто знаходиться у зоні, котра характеризується середземноморським кліматом. Найтепліший місяць — січень із середньою температурою 18.9 °C (66 °F). Найхолодніший місяць — липень, із середньою температурою 7.8 °С (46 °F).
| Клімат Трайгуєна        | Клімат Трайгуєна | Клімат Трайгуєна | Клімат Трайгуєна | Клімат Трайгуєна | Клімат Трайгуєна | Клімат Трайгуєна | Клімат Трайгуєна | Клімат Трайгуєна | Клімат Трайгуєна | Клімат Трайгуєна | Клімат Трайгуєна | Клімат Трайгуєна | Клімат Трайгуєна |
| Показник                | Січ.             | Лют.             | Бер.             | Квіт.            | Трав.            | Черв.            | Лип.             | Серп.            | Вер.             | Жовт.            | Лист.            | Груд.            | Рік              |
| Абсолютний максимум, °C | 40               | 36               | 37               | 32               | 26               | 20               | 20               | 22               | 30               | 30               | 35               | 37               | 40               |
| Середній максимум, °C   | 27               | 26               | 23               | 18               | 14               | 11               | 11               | 12               | 15               | 18               | 21               | 24               | 18               |
| Середня температура, °C | 18               | 18               | 15               | 12               | 9                | 8                | 7                | 7                | 10               | 12               | 14               | 16               | 12               |
| Середній мінімум, °C    | 10               | 10               | 8                | 7                | 5                | 5                | 3                | 3                | 5                | 6                | 7                | 9                | 7                |
| Абсолютний мінімум, °C  | 2                | 2                | 1                | −1               | −3               | −3               | −5               | −5               | −2               | 0                | 0                | 2                | −5               |
| Норма опадів, мм        | 20               | 30               | 50               | 80               | 180              | 210              | 180              | 160              | 90               | 60               | 60               | 40               | 1200             |
| Днів з дощем            | 2                | 2                | 3                | 5                | 10               | 13               | 11               | 10               | 6                | 4                | 4                | 3                | 79               |
| Вологість повітря, %    | 59               | 62               | 67               | 76               | 84               | 88               | 86               | 83               | 77               | 74               | 69               | 63               | 74               |
| ----------------------- | ---------------- | ---------------- | ---------------- | ---------------- | ---------------- | ---------------- | ---------------- | ---------------- | ---------------- | ---------------- | ---------------- | ---------------- | ---------------- |
| Джерело: Weatherbase    |                  |                  |                  |                  |                  |                  |                  |                  |                  |                  |                  |                  |                  |

## Демографія
Згідно з даними, зібраними під час перепису Національним інститутом статистики, населення комуни становить 18 891 чоловік, з яких 9400 чоловіків та 9491 жінка.
Населення комуни становить 2,02% від загальної чисельності населення області регіону Арауканія. 29,12% належить до сільського населення та 70,88% - міське населення.